# Armistizio di Tanggu

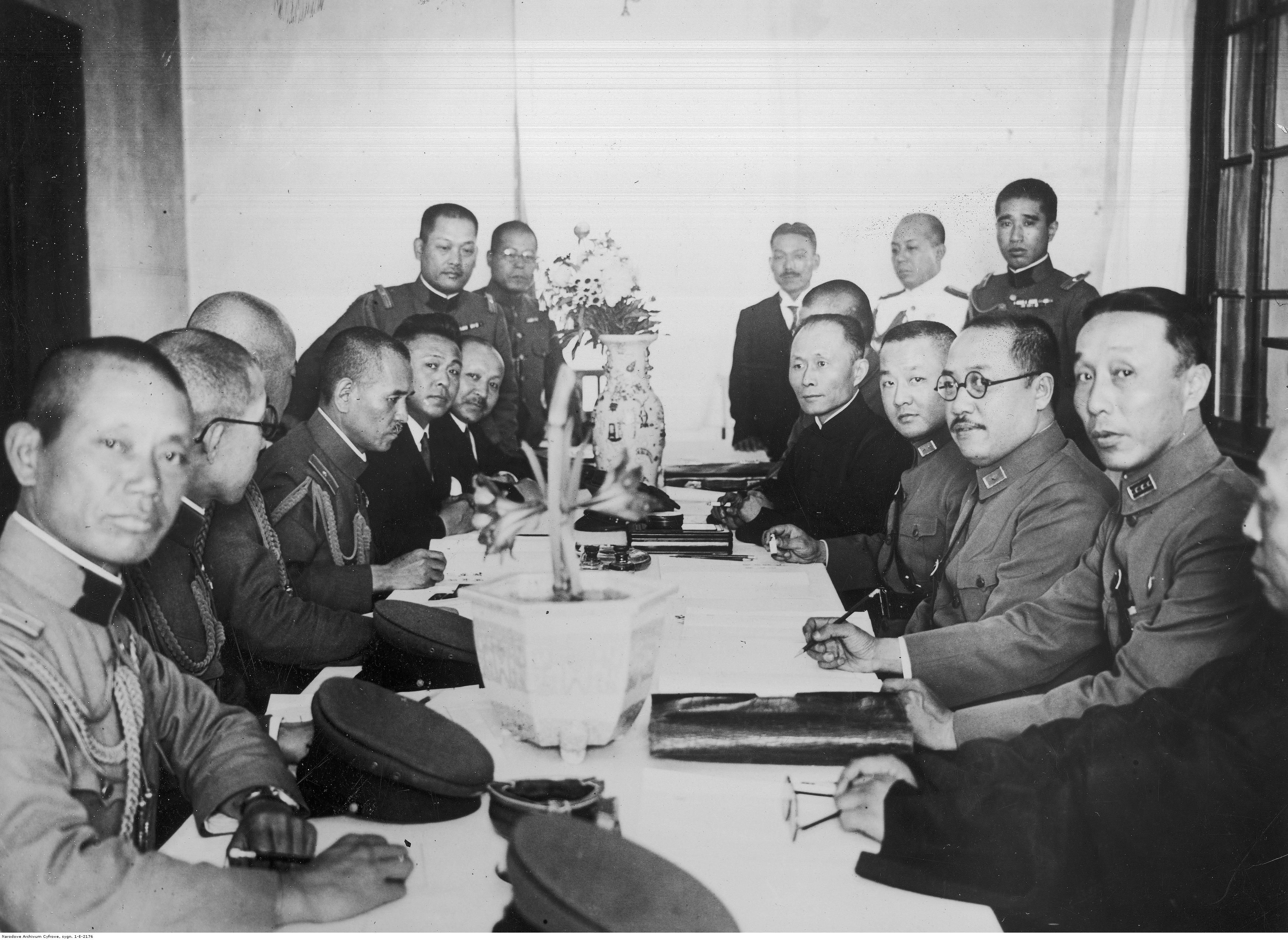
Negoziazioni dell'armistizio di Tanggu

L'armistizio di Tanggu, definito anche armistizio di Tangku (塘沽協定?, Tanku kyōtei, 塘沽協定T, 塘沽协定S, Tánggū XiédìngP), fu un cessate il fuoco firmato tra la Repubblica di Cina e l'Impero del Giappone a Tientsin, nel distretto di Tanggu, il 31 maggio 1933. L'evento diede ufficialmente fine all'invasione giapponese della Manciuria, iniziata due anni prima.

## Antefatti
Dopo l'incidente di Mukden del 18 settembre 1931, l'Armata giapponese del Kwantung invase la Manciuria e a partire dal febbraio 1932 aveva conquistato l'intera regione. Pu Yi, l'ultimo imperatore della dinastia Qing che viveva in esilio nelle concessioni straniere di Tientsin, venne convinto dai giapponesi ad accettare il trono del nuovo stato del Manciukuò, che rimase così sotto il controllo dell'esercito imperiale giapponese. Nel gennaio 1933, per proteggere i confini meridionali del Manciukuò, una forza congiunta giapponese e del Manciukuò invase Rehe e, dopo aver conquistato quella provincia entro la fine di marzo, respinse l'esercito cinese al di là della Grande Muraglia nord-orientale, nella provincia di Hebei.
Dall'inizio delle ostilità, la Cina aveva lanciato un appello alle potenze confinanti e alla comunità internazionale, ma non ricevette un sostegno efficace .Quando la Cina convocò una riunione d'emergenza della Società delle Nazioni, venne istituita una commissione per indagare sulla vicenda. La relazione della Commissione Lytton condannò in definitiva le azioni del Giappone ma non offrì nessun piano di intervento ed in risposta i giapponesi si ritirarono semplicemente dalla Società il 27 marzo 1933.
L'esercito giapponese aveva avuto l'esplicita istruzione dell'Imperatore Hirohito (che voleva una rapida fine del conflitto con la Cina) di non avventurarsi oltre la Grande Muraglia. La sua posizione negoziale era molto forte, poiché i repubblicani cinesi erano sottoposti a forti pressioni dalla loro guerra civile simultanea su vasta scala con i comunisti cinesi.

## Le negoziazioni
Il 22 maggio 1933, i rappresentanti cinesi e giapponesi s'incontrarono per negoziare la fine del conflitto. Le richieste giapponesi erano severe: una zona demilitarizzata estesa 100 chilometri a sud della Grande Muraglia, estesa da Pechino a Tianjin, con la Grande Muraglia stessa sotto controllo giapponese. Nessuna unità militare regolare del Kuomintang doveva essere ammessa nella zona demilitarizzata, anche se i giapponesi vennero autorizzati ad utilizzare aerei da ricognizione o pattuglie terrestri, al fine di garantire che l'accordo venisse mantenuto. L'ordine pubblico all'interno della zona doveva essere mantenuto da un Corpo per la Conservazione della Pace nella Zona Demilitarizzata leggermente armato.
Due clausole segrete esclusero qualunque soldato delle Armate Volontarie Anti-Giapponesi da questo Corpo per la Conservazione della Pace e stabilirono di regolare di comune accordo, tra i governi giapponese e cinese, eventuali controversie che non potessero essere risolte con il Corpo per la Conservazione della Pace.
Tormentati dalla loro guerra civile con i comunisti e incapaci di ottenere il sostegno internazionale, Chiang Kai-shek e il governo cinese accettarono praticamente tutte le richieste del Giappone. La nuova zona demilitarizzata era per lo più nel restante territorio dello screditato signore della guerra mancese Zhang Xueliang.

## Conseguenze

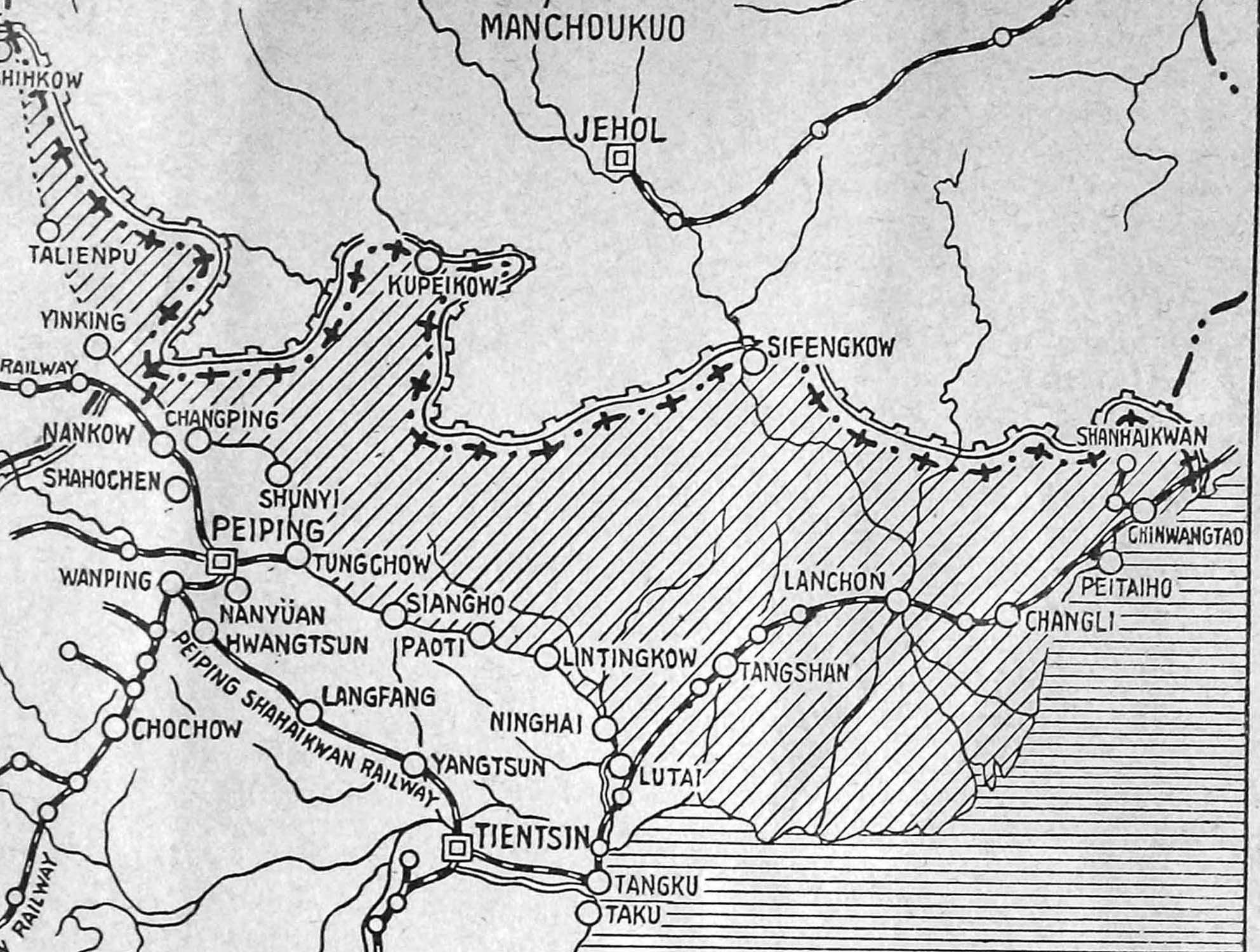
Area demilitarizzata dall'armistizio di Tanggu

L'armistizio di Tanggu portò al riconoscimento de facto del Manciukuò da parte del governo del Kuomintang e al riconoscimento della perdita di Rehe. Esso previde una fine temporanea del conflitto tra la Cina e il Giappone e, per un breve periodo, i rapporti tra i due paesi migliorarono. Il 17 maggio 1935 la delegazione giapponese in Cina venne innalzata allo status di ambasciata e il 10 giugno dello stesso anno venne concluso l'accordo di He-Umezu. L'armistizio di Tanggu diede l'opportunità a Chiang Kai-shek di consolidare le sue forze e di concentrare gli sforzi contro il Partito Comunista Cinese, anche se a scapito della Cina settentrionale.
Tuttavia, l'opinione pubblica cinese si mostrò ostile a condizioni così favorevoli per il Giappone e così umilianti per la Cina. Anche se la tregua prevedeva una zona cuscinetto demilitarizzata, le ambizioni territoriali giapponesi nei confronti della Cina rimasero e l'armistizio dimostrò di essere solo una tregua temporanea fino a che le ostilità scoppiarono di nuovo con l'avvento della seconda guerra sino-giapponese nel 1937.